# 岩崎智史
岩崎 智史（いわさき さとし、1979年8月14日 - ）は、神奈川県横浜市栄区出身の元プロ野球選手（内野手）。

## 来歴・人物
上郷ニュースターズで野球を始め、戸塚シニア。平塚学園では3年夏4回戦敗退、1997年ドラフト7位で広島入団。背番号57。2000年現役引退。
高校時代は投手であったが高校通算28本塁打という打撃を活かすため野手として入団する。左打ちの大型内野手として期待がかかるが1軍出場することなく引退。退団後は住友電工横浜にてアマ復帰を果たすが2003年9月に退社した。

## 詳細情報

### 年度別打撃成績
- 一軍公式戦出場なし

### 背番号
- 57（1998年 - 2000年）